# Pegomya argacra
Pegomya argacra är en tvåvingeart som beskrevs av Fan 1982. Pegomya argacra ingår i släktet Pegomya och familjen blomsterflugor. Inga underarter finns listade i Catalogue of Life.